# Гамаюн (поэтический кружок)
«Гамаюн» — первый русский эмигрантский поэтический кружок в Белграде в 1923—1925 годах.
Название дано по стихотворению А. А. Блока «Гамаюн, птица вещая» 1899 года, в котором участники кружка находили «отзвуки своей изгнаннической судьбы и трагических событий в России».
Инициатором создания и руководителем кружка был И. Н. Голенищев-Кутузов. В состав входили молодые поэты Ю. Б. Бек-Софиев, Ю. Ф. Вереницын, А. П. Дураков, И. фон Меран, Б. Н. Пущин, А. М. Росселевич, Б. Ф. Соколов, Е. Л. Таубер, В. А. Эккерсдорф. Близок к кружку был Е. В. Аничков.
В 1924 году в Белграде кружком был издан поэтический сборник «Гамаюн — птица вещая», в котором были работы всех членов, кроме Таубер и Аничкова. Сборник оформил художник и журналист В. И. Жедринский.
В 1925 году из Белграда уехали Голенищев-Кутузов, Аничков, Дураков и Бек-Софиев, после чего кружок распался. Часть участников вошла в состав литературного объединения «Книжный кружок».